# Gyrophaena modesta
Gyrophaena modesta är en skalbaggsart som beskrevs av Thomas Casey 1906. Gyrophaena modesta ingår i släktet Gyrophaena och familjen kortvingar. Inga underarter finns listade i Catalogue of Life.